# Rocca di Rasiglia
La rocca di Rasiglia è una rocca ubicata a Foligno, nella frazione di Rasiglia.

## Storia e descrizione
Il borgo di Rasiglia era già abitato durante il XII secolo ed è probabile che la rocca venne edificata in questo periodo: tuttavia le prime notizie certe sulla fortificazione si hanno al periodo relativo tra 1305 e il 1439, quando, sotto la famiglia dei Trinci, la rocca venne o restaurata o costruita. Il suo scopo, insieme ad altre undici fatte innalzare dalla famiglia nei dintorni di Foligno, era quello di difendere i confini da Sellano e della diocesi di Spoleto. Al suo interno ospitava sia il castellano che soldati. Nel 1421 venne citata nel Liber Officiorum del notaio Benedetto Rampeschi come Castrum et Roccha Rasiliae.
La rocca è posta a quasi 700 metri di altezza e in origine si estendeva su tutta la sommità della collina con un andamento irregolare di forma pressoché rettangolare. I resti visibili, in parte restaurati, sono un mastio, due torri e porzioni delle mura di cinta.